# Limes (matematika)
Limes je jedan od osnovnih pojmova u matematičkoj analizi.

## Limes niza
Neka je {\displaystyle (a_{n})} niz realnih ili kompleksnih brojeva. Reći ćemo da niz {\displaystyle (a_{n})} konvergira broju L (realan ili kompleksan broj) ako vrijedi {\displaystyle (\forall \epsilon >0(\exists n_{0}\in \mathbb {N} )(n\in \mathbb {N} ,n>n_{0}\Rightarrow |a_{n}-L|<\epsilon )}. Možemo to interpretirati na način da kažemo da za dovoljno velike n-ove članovi niza će biti sve bliže broju L. Poznavajući realne nizove možemo poznavati i kompleksne nizove jer vrijedi da kompleksan niz {\displaystyle (z_{n})} možemo pisati kao  {\displaystyle z_{n}=a_{n}+ib_{n}}, gdje su  {\displaystyle a_{n}} i  {\displaystyle b_{n}} realni nizovi. Ako niz  {\displaystyle z_{n}} konvergira k  {\displaystyle z=a+ib}, onda vrijedi da je  {\displaystyle \lim _{n}a_{n}=a} i isto za niz {\displaystyle b_{n}} (što je lako pokazati).
Ako niz realnih brojeva nije konvergentan kažemo da je divergentan.
Limes niza se "dobro" ponaša i na računske operacije. Za nizove  {\displaystyle (a_{n}),(b_{n})\subseteq \mathbb {R} } takve da  {\displaystyle \lim _{n}a_{n}=A,\lim _{n}b_{n}=B} i {\displaystyle c\in \mathbb {R} } vrijedi:
{\displaystyle \lim _{n}(a_{n}+b_{n})=A+B}
{\displaystyle \lim _{n}(c\cdot a_{n})=c\cdot A}
{\displaystyle \lim _{n}(a_{n}\cdot b_{n})=A\cdot B}
{\displaystyle B\neq 0\Rightarrow \lim _{n}{\frac {a_{n}}{b_{n}}}={\frac {A}{B}}}
{\displaystyle |\lim _{n}a_{n}|=\lim _{n}|a_{n}|}

## Limes funkcija
| x    | {\displaystyle {\frac {\sin x}{x}}} |
| ---- | ----------------------------------- |
| 1    | 0,841471...                         |
| 0,1  | 0,998334...                         |
| 0,01 | 0,999983...                         |

Iako funkcija (sin x)/x nije definirana za vrijednost nula, kako se x približava nuli, funkcija (sin x)/x poprima vrijednost sve bližu 1. Drugim riječima, limes funkcije (sin x)/x kada x teži nuli jednak je 1.
Neka je {\displaystyle \emptyset \neq I\subseteq \mathbb {R} }, {\displaystyle c\in \langle a,b\rangle },{\displaystyle \langle a,b\rangle \setminus \{c\}\subseteq I} i {\displaystyle f:I\rightarrow \mathbb {R} } funkcija. Kažemo da ƒ ima limes {\displaystyle L\in \mathbb {R} } u točki c ili da ƒ konvergira prema L kada x teži prema c ako vrijedi {\displaystyle ((a_{n})\subseteq \langle a,b\rangle \setminus \{c\},\lim _{n}a_{n}=c\Rightarrow \lim _{n}f(a_{n})=L} što pišemo {\displaystyle \lim _{x\rightarrow c}f(x)=L}. To možemo izreći na način da kažemo da čim neki niz koji je sadržan u okolini c i teži k c, a nije baš c (jer mi ne znamo je li c u domeni ili ne) da tada niz funkcijskih vrijednosti teži prema L.
Postoji i tzv. epsilon-delta definicija koji je ekvivalentna definiciji preko nizova. Pa neka je {\displaystyle f:I\rightarrow \mathbb {R} ,I\subseteq \mathbb {R} }. Kažemo da ƒ ima limes {\displaystyle L\in \mathbb {R} } u {\displaystyle c\in I} ako vrijedi
{\displaystyle (\forall \epsilon >0)(\exists \delta >0)(x\in I,0<|x-c|<\delta \Rightarrow |f(x)-L|<\epsilon )}